# Mar-Mac
Mar-Mac és una concentració de població designada pel cens dels Estats Units a l'estat de Carolina del Nord. Segons el cens del 2000 tenia 3.004 habitants.

## Demografia
Segons el cens del 2000, Mar-Mac tenia 3.004 habitants, 1.232 habitatges i 868 famílies. La densitat de població era de 264,8 habitants per km².
Dels 1.232 habitatges en un 30,3% hi vivien nens de menys de 18 anys, en un 54,1% hi vivien parelles casades, en un 13,4% dones solteres, i en un 29,5% no eren unitats familiars. En el 24% dels habitatges hi vivien persones soles el 8,2% de les quals corresponia a persones de 65 anys o més que vivien soles. El nombre mitjà de persones vivint en cada habitatge era de 2,43 i el nombre mitjà de persones que vivien en cada família era de 2,88.
Per edats la població es repartia de la següent manera: un 22,5% tenia menys de 18 anys, un 9,5% entre 18 i 24, un 28,9% entre 25 i 44, un 26,8% de 45 a 60 i un 12,4% 65 anys o més.
L'edat mediana era de 38 anys. Per cada 100 dones de 18 o més anys hi havia 93,1 homes.
La renda mediana per habitatge era de 40.145 $ i la renda mediana per família de 43.235 $. Els homes tenien una renda mediana de 30.279 $ mentre que les dones 21.715 $. La renda per capita de la població era de 18.794 $. Entorn del 5,3% de les famílies i el 7,2% de la població estaven per davall del llindar de pobresa.

## Poblacions més properes
El següent diagrama mostra les poblacions més properes.